# Muguet du Japon
Ophiopogon japonicus
Pour les articles homonymes, voir Muguet et Grillet (homonymie).
Espèce
Classification APG II (2003)
Le Muguet du Japon ou Barbe de serpent (Ophiopogon japonicus (Thunb.) Ker Gawl., 1807) est une plante herbacée vivace.

## Étymologie
Le nom scientifique vient de « ophis » qui veut dire « serpent » et de « pogon » qui veut dire « barbe », probablement à cause de la forme des feuilles. En japonais, le nom de cette plante est d'ailleurs « ryu-no-hige » (« barbe de dragon ») ou bien « ja-no-hige » (« barbe de serpent »).

## Systématique
Selon la classification classique, il fait partie de la famille des Liliaceae. Selon la classification phylogénétique, il fait partie de la famille des Ruscaceae ou des Asparagaceae (qui l'avait d'abord placé dans la famille des Convallariaceae).

## Synonymes
- Convallaria japonica Thunb.
- Liriope gracilis (Kunth) Nakai

## Description
- Vivace à rhizomes traçants, peut s'utiliser comme couvre-sol.
- Origine : Japon et Corée
- Feuillage : vert foncé brillant, forme alterne, ovale à elliptique
- Fleurs : Courtes grappes de minuscules fleurs solitaires hermaphrodites, en clochettes légèrement pendantes, souvent cachées dans le feuillage.
- Fruits : Baies rondes, brillantes, bleu vif, contenant une graine toxique.
- Couleur : rose-pourpre très claire.
- Hauteur : 15 à 20 cm, à croissance lente

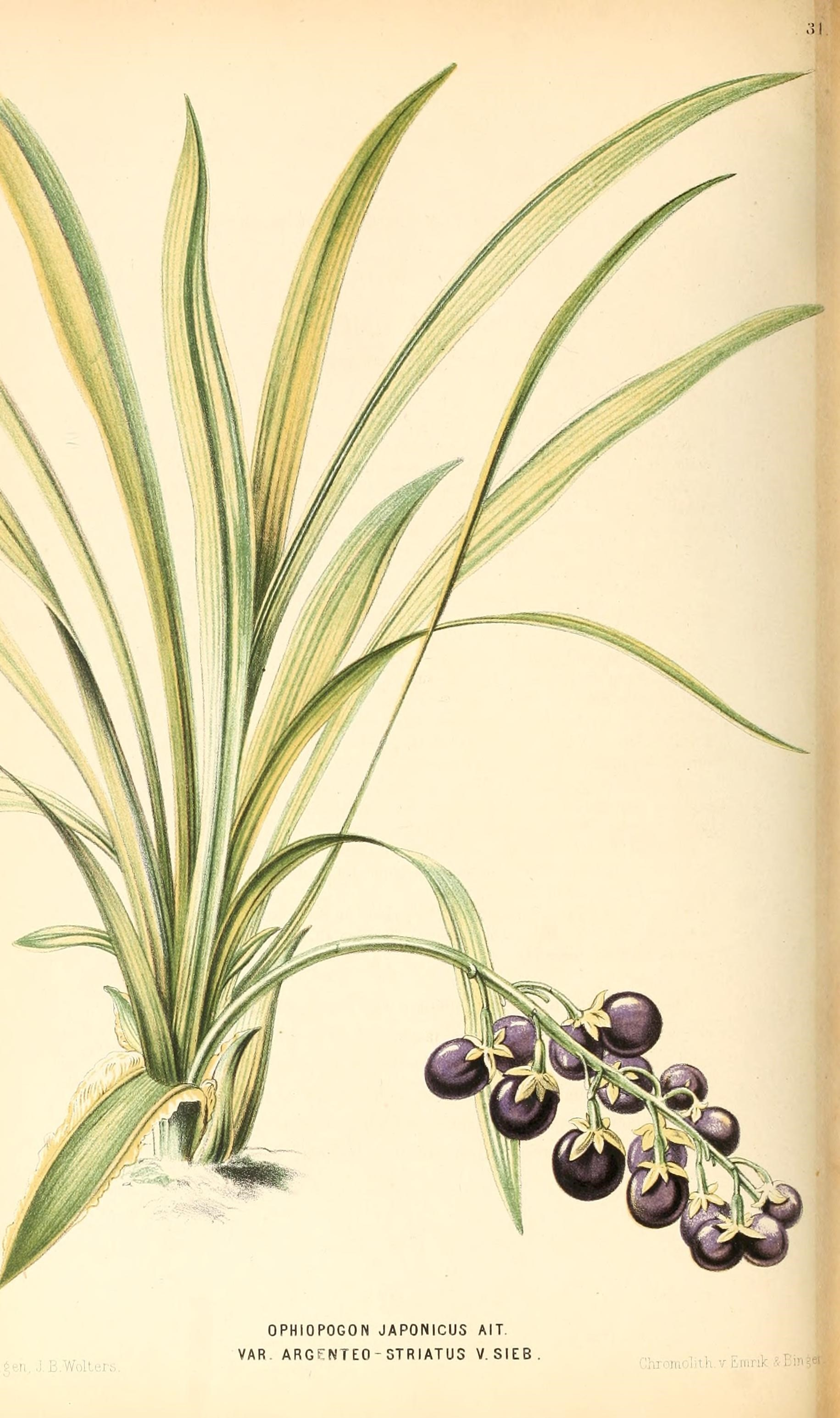
Planche botanique de 1866
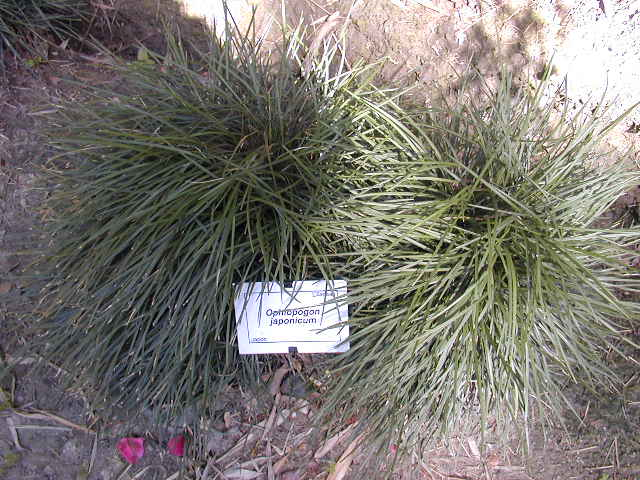
Port de la plante
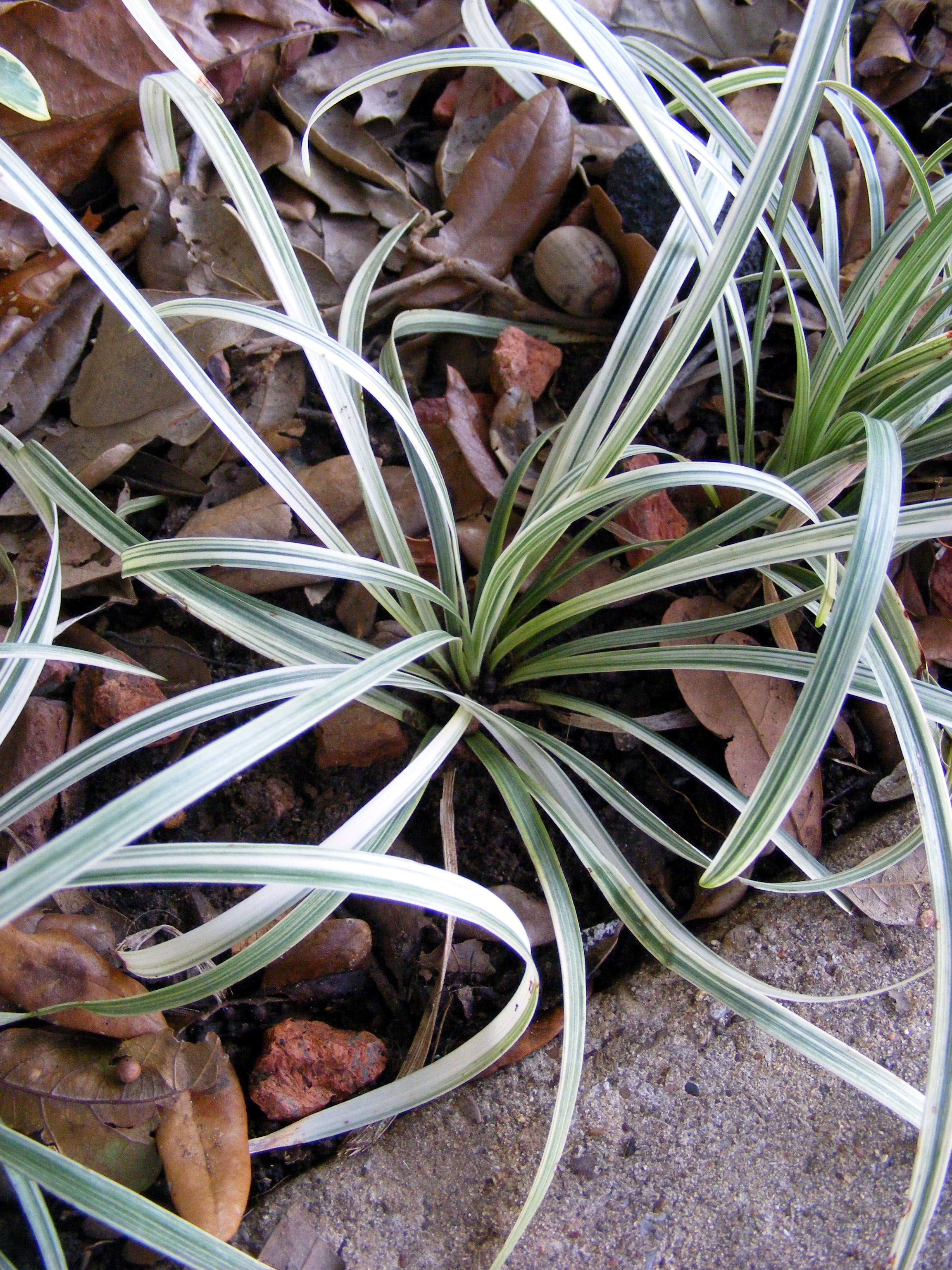
Variété panachée
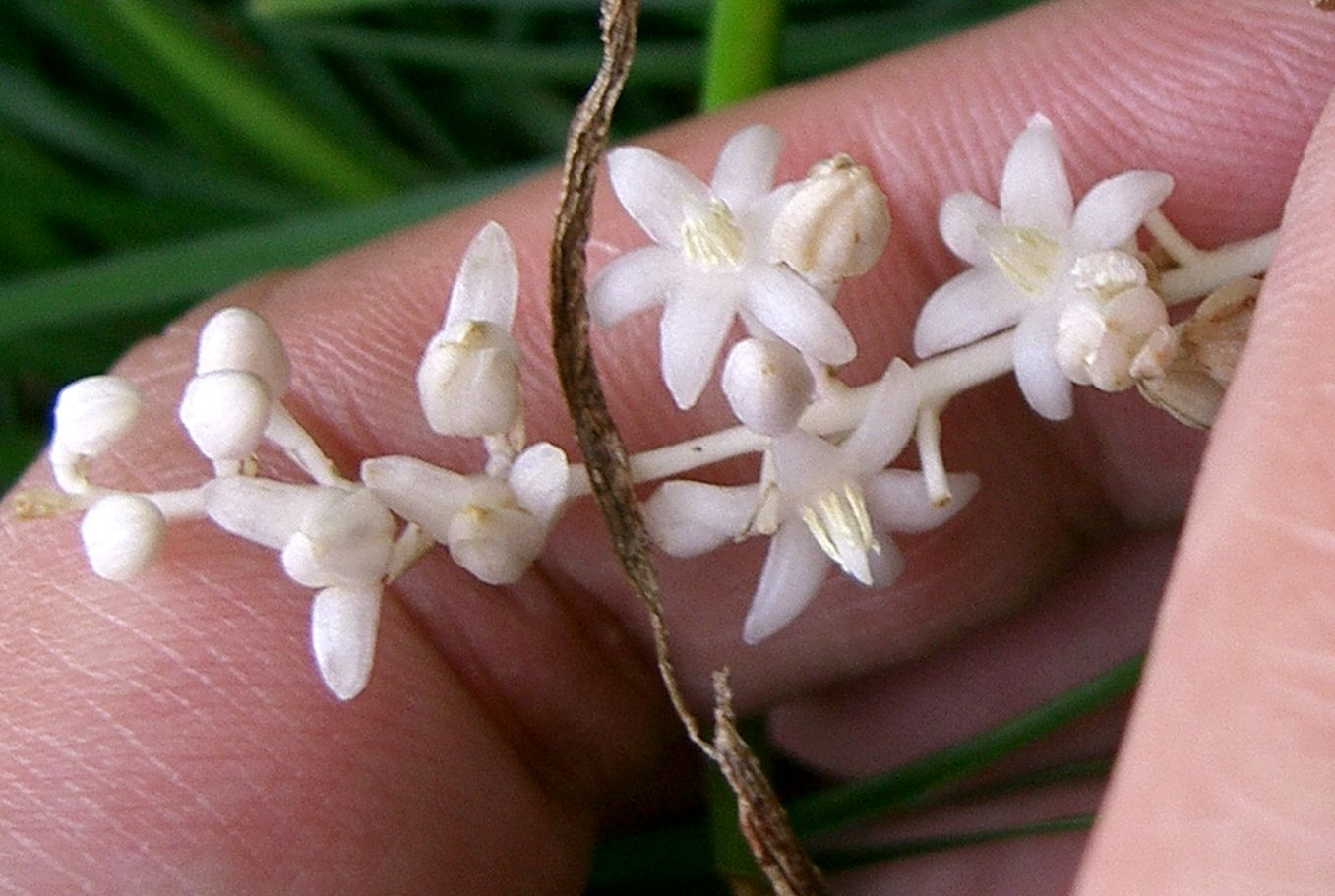
Floraison
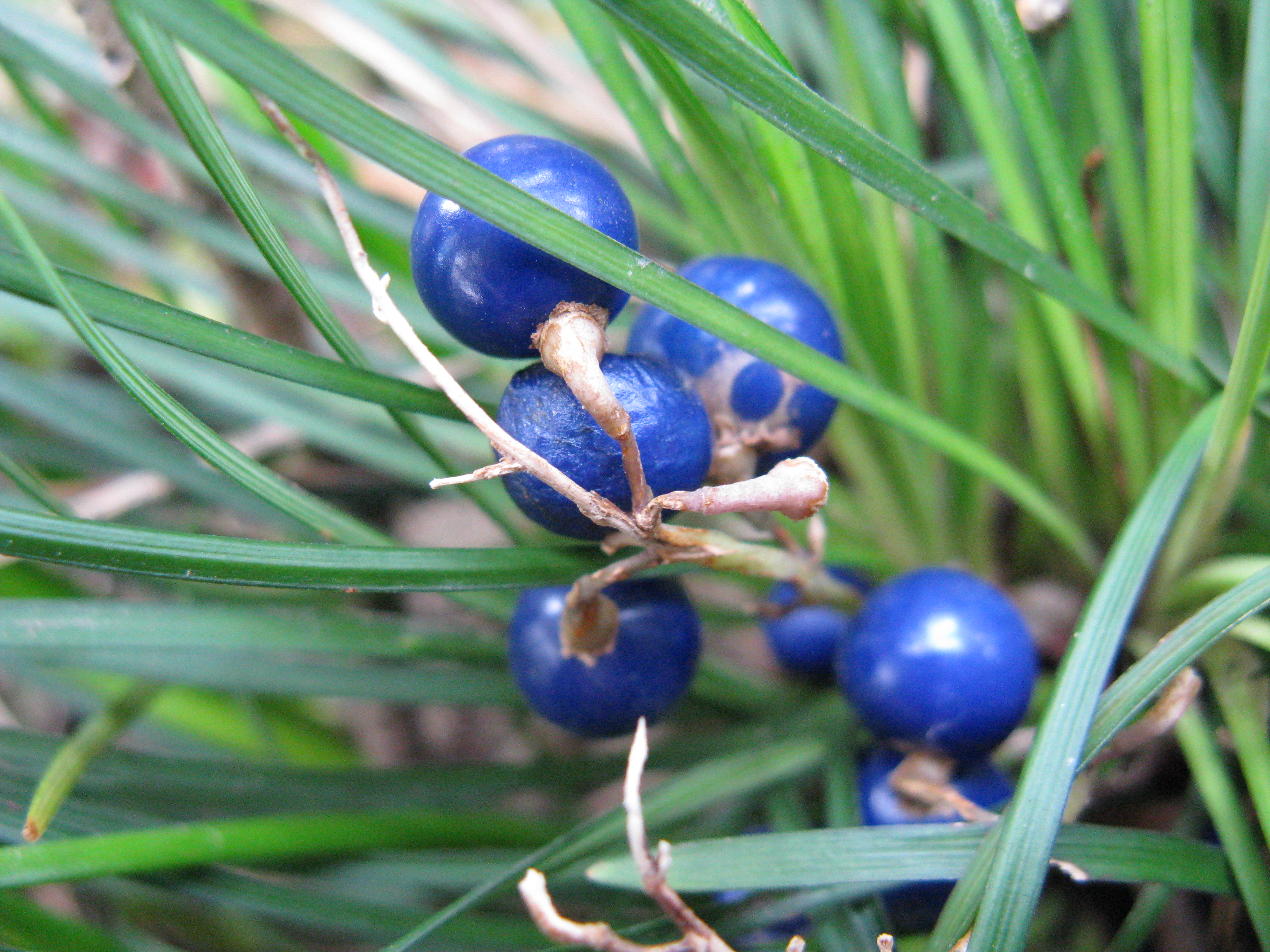
Fruits